# Crespi
Crespi – producent samochodów sportowych oraz tuner innych marek pojazdów, działający w Argentynie, z siedzibą w Buenos Aires, w latach 1962–1977. Firma została założona przez Tulio Crespiego.

## Historia
Tulio Crespi zbudował swój pierwszy samochód wyścigowy w 1962, co powszechnie uznaje się za początek firmy Crespi Competition. Osobliwością Crespiego było jego nazewnictwo. Swoje produkty nazywał wyrazami pochodnymi od słowa „Tulia”, która była niczym innym niż kobiecą odmianą jego imienia. Pojazdy wyścigowe otrzymywały nazwę „Tulia” oraz kolejny numer. Oprócz samochodów wyścigowych, produkował również pojazdy sportowe, oraz przeprowadzał tuning popularnych pojazdów, min. Forda Taunusa.
Na początku lat 80. Tulio Crespi przeniósł produkcję do miasta Balcarce, gdzie do dziś znajduje się fabryka, w której produkowane są prototypy podwozi i pojazdów wyścigowych. Przez dłuższy czas, w latach 80. i 90., Crespi był oficjalnym dostawcą podwozi pojazdów, startujących w wyścigach Formula Renault Argentina. Crespi dostarczał podwozia do 2006.

## Ważniejsze modele
- Petiso – Aerodynamiczne coupe typu fastback, opracowane przez Crespiego,  Petiso zostało zbudowane z części rozbitego pojazdu IKA Torino,
- Tulia GT – drugi i największy samochód konstrukcji Crespiego. Tulia została w dużej mierze oparta na Petiso, jednak jej przeznaczeniem był rynek cywilny,
- Crespi Tulieta – niewielkie coupe typu hardtop przy wykorzystaniu mechaniki Renault 4. Jest to mały model z nadwoziem coupe i kabrioletem,
- Tulietta Rural – trzydrzwiowe kombi na podstawie Tulietty,
- Tulietta Convertible – dwuosobowy kabriolet,
- Spiaggia – otwarty pojazd plażowy, zbudowany w oparciu o Renault 4,
- Campo Móvil – wielofunkcyjne, niewielkie pojazdy, przystosowywane do wykonywania różnych zadań. Mogą pełnić rolę ciągników, pojazdów dostawczych lub quadów[4].